# Phthiria variegata
Phthiria variegata är en tvåvingeart som beskrevs av Austen 1937. Phthiria variegata ingår i släktet Phthiria och familjen svävflugor. Inga underarter finns listade i Catalogue of Life.